# Canton de Scionzier
Le Canton de Scionzier est un ancien canton français, situé dans le département de la Haute-Savoie. Le chef-lieu de canton se trouvait à Scionzier. Il disparait lors du redécoupage cantonal de 2014 et les communes rejoignent le nouveau canton de Cluses.

## Géographie
Le canton de Scionzier, situé près de Cluses, se trouve dans la moyenne vallée de l'Arve. Les différents territoires du canton s'étalent de la plaine de l'Arve sur les versants ouest des Aravis et est du massif du Giffre.

## Histoire
L'histoire administrative des communes du canton de Scionzier suivent celui de Cluses jusqu'au 16 août 1973 où on l'on créé le nouveau canton. Par décret du 13 février 2014, le nombre de cantons du département est divisé par deux, avec mise en application aux élections départementales de mars 2015. Les communes du canton rejoignent à nouveau le canton de Cluses.

## Composition
Le canton de Scionzier regroupait les quatre communes suivantes :
| Nom                   | Code Insee | Intercommunalité            | Superficie (km2) | Population (dernière pop. légale) | Densité (hab./km2) |
| --------------------- | ---------- | --------------------------- | ---------------- | --------------------------------- | ------------------ |
| Scionzier (chef-lieu) | 74264      | CC Cluses-Arve et Montagnes | 10,62            | 8 167 (2014)                      | 769                |
| Marnaz                | 74169      | CC Cluses-Arve et Montagnes | 9,02             | 5 282 (2014)                      | 586                |
| Nancy-sur-Cluses      | 74196      | CC Cluses-Arve et Montagnes | 14,22            | 414 (2014)                        | 29                 |
| Le Reposoir           | 74221      | CC Cluses-Arve et Montagnes | 37,36            | 507 (2014)                        | 14                 |

## Liste des conseillers généraux
| Période | Période      | Identité            | Étiquette   | Qualité                                                   |
| ------- | ------------ | ------------------- | ----------- | --------------------------------------------------------- |
| 1973    | 1985 (décès) | René Allamand       | RI puis UDF | Chef d'entreprise à Scionzier                             |
| 1985    | 2001         | René Pralon-Bouvier | DVD         | Artisan retraité Maire de Marnaz (1977-1995)              |
| 2001    | 2015         | Maurice Gradel      | DVD         | Chef d'entreprise retraité Maire de Scionzier (1995-2020) |

## Élections
Dernier conseiller général, Maurice Gradel, Sans étiquette (droite), élu depuis 2001, maire de Scionzier.

## Démographie
| 1975  | 1982  | 1990   | 1999   | 2006   | 2011   | 2012   |
| ----- | ----- | ------ | ------ | ------ | ------ | ------ |
| 9 091 | 9 533 | 10 557 | 11 337 | 12 525 | 13 570 | 13 665 |